# Amantini
Amantini (greco: Ἄμαντες) era il nome di una tribù illira della Pannonia. Resistettero duramente ai Romani, ma furono venduti come schiavi dopo la loro sconfitta. Gli Amantini erano parenti stretti dei Sirmioni ma la tribù era probabilmente già presente nelle aree meridionali, vista l'esistenza di una città di nome Amantia. Questo potrebbe rendere gli Amantini la tribù illira stanziata più a sud.